# Lijst van bisschoppen van Isernia-Venafro
Hieronder volgt een lijst van bisschoppen van Isernia-Venafro.
In beginsel en van de 12e tot de 19e eeuw was Isernia een zelfstandig bisdom.

## Bisschop van Isernia
- 6e eeuw: Benedictus
- 848 vermeld: ?
- 854 vermeld: ?
- 877 vermeld: Odelgario
- 946 vermeld: Lando
- vermeld 964 en 975: Arderico
- 1032-?: Gerardo

## Bisschop van Isernia en Venafro
- 1059 - ?: Peter von Ravenna, OSB
- vermeld 1090: Leo
- 1105 - 1126: Mauro
- vermeld 1128: Rinald
- ? - 1195: Gentile (ook bisschop van Aversa)
- vermeld 1208 en 1221: Dario
- 1230 - ?: Theodor

## Bisschop van Isernia
- vermeld 1244: Ugo
- 1258 - 1263: Niccolò I
- 1267 - ?: Enrico da San Germano, OFM
- vermeld 1276: Matteo
- vermeld 1287: Robert
- vermeld 1302: Jacopo
- 1307 - 1330: Pietro II
- 1330: Corrado Rampini (Elect)
- 1330 - 1331: Enrico II, OFM
- 1332 - ?: Guglielmo
- 1348 - 1367: Filippo Rufini, OP (ook bisschop van Tivoli)
- 1367 - 1376: Paolo da Roma
- 1376 - ?: Niccolò II
- 1387 - 1389: Cristoforo Maroni
- 1390 - 1402: Domenico (ook bisschop van Sessa Aurunca)
- 1402: Andrea (ook bisschop van Caiazzo)
- 1402 - 1404: Antonio (ook bisschop van Terracina)
- 1404 - ?: Niccolò III
- 1414 - ?: Lucillo
- 1415 - ?: Bartolomeo
- 1418 - 1469: Giacomo II
- 1470 - 1486: Carlo Setari
- 1486 - 1497: Francesco Adami
- 1498 - 1500: Costantino Castrioto
- 1500 - 1510: Giovanni Olivieri
- 1510 - 1522: Massimo Bruni Corvino
  - 1522 - 1424: Cristoforo Numai, OFM (apostolische administrator)
- 1524 - 1567: Antonio Numai
- 1567 - 1599: Giambattista Lomellini
- 1600 - 1606: Paolo della Corte, CR
- 1606 - 1611: Alessio Geromoaddi
- 1611 - 1624: Marcantonio Genovesi
- 1625 - 1626: Gian Gerolamo Campanili
- 1626 - 1637: Diego Merino, OCarm
- 1637 - 1640: Domenico Giordani OFM
- 1640 - 1642: Marcello Stella
- 1642 - 1643: Gerolamo Mascambruno
- 1643 - 1652: Pietro Paolo de' Rustici, OSB
- 1653 - 1657: Gerolamo Bollini, OSBCoel
- 1657 - 1660: Tiburzio Bollini, OSBCoel
- 1660 - 1672: Michelangelo Catalani, OFMConv
- 1673 - 1689: Gerolamo Passarelli (ook aartsbisschop van Salerno)
- 1690 - 1698: Michele da Bologna, CR
- 1698 - 1717: Biagio Terzi
- 1717 - 1739: Gian Saverio Lioni
- 1739 - ?: Giacinto Maria Giannucci
- 1757 - 1769: Erasmo Mastrilli
- 1769 - ?: Michelangelo Parata
- 1818 - ?: Michele Ruopoli
- 1823 - 1825: Salvatore Maria Pignattaro, OP (ook bisschop van Santa Severina)
- 1825 - 1834 ?: Adeodato Gomez Cardosa

## Bisschop van Isernia en Venafro
- 1837 - 1861: Gennaro Saladino
- 1872 - ...: Antonio Izzo
- 1880 - 1890: Agnello Renzullo (ook bisschop van Nola)
- 1891 - 1893: Francesco Paolo Carrano (ook aartsbisschop van Aquila)
- 1893 - 1916: Nicola Maria Merola
- 1916 - 1932: Niccolò Rotoli, OFM
- 1933 - 1939: Pietro Tesauri (ook aartsbisschop van Lanciano-Ortona)
- 1940 - 1948: Alberto Carinci (ook bisschop van Boiano-Campobasso)
- 1948 - 1962: Giovanni Lucato, SDB
- 1962 - 1983: Achille Palmerini
- 1983 - 1989: Ettore Di Filippo (ook aartsbisschop van Campobasso-Boiano)
- 1990 - 2006: Andrea Gemma, FDP
  - 2006 - 2007: Armando Dini (apostolische administrator)
- 2007 - 2013: Salvatore Visco
  - 2013 - heden: sedisvacatie